# Figueiró da Granja
Figueiró da Granja es una freguesia portuguesa del concelho de Fornos de Algodres, con 11,68 km² de superficie y 471 habitantes (2001). Su densidad de población es de 40,3 hab/km².